# 郡治
郡治指中国古代行政区单位——郡的治所。治所所在城池即郡城。

## 郡城
秦汉时，郡是中国一级行政单位，东汉后，成为州之下的二级行政单位。魏晋以后，中原进入动荡时期。故魏晋南北朝时，政府有在州、郡、县等行政区治所建筑城垣的传统:9。郡治所建城池，即郡城。
郡城可分为沿用旧有城垣，新建城垣，也有郡治没有郡城的情况。隋朝时，隋炀帝为加强统治，“郡县乡邑，悉遣筑城，发男女，无少长，皆就役”，然而成者则甚鲜。有当代研究者指出，隋至唐前中期，大部分州县治所城池均沿用前代城垣，或根本没有城垣，只有根少部分州县治所新筑、改筑城垣:9—10。最终，在唐朝以州取代了郡，郡治改为州治。

## 翻译用词
郡治在英國與愛爾蘭稱作「County town」為其各郡的首府，通常是政府與司法機關的所在地或是郡內的首要城市。
在美國則稱作「County seat」，中文稱作郡城、郡治或縣治、縣城。